# 蒂羅爾港

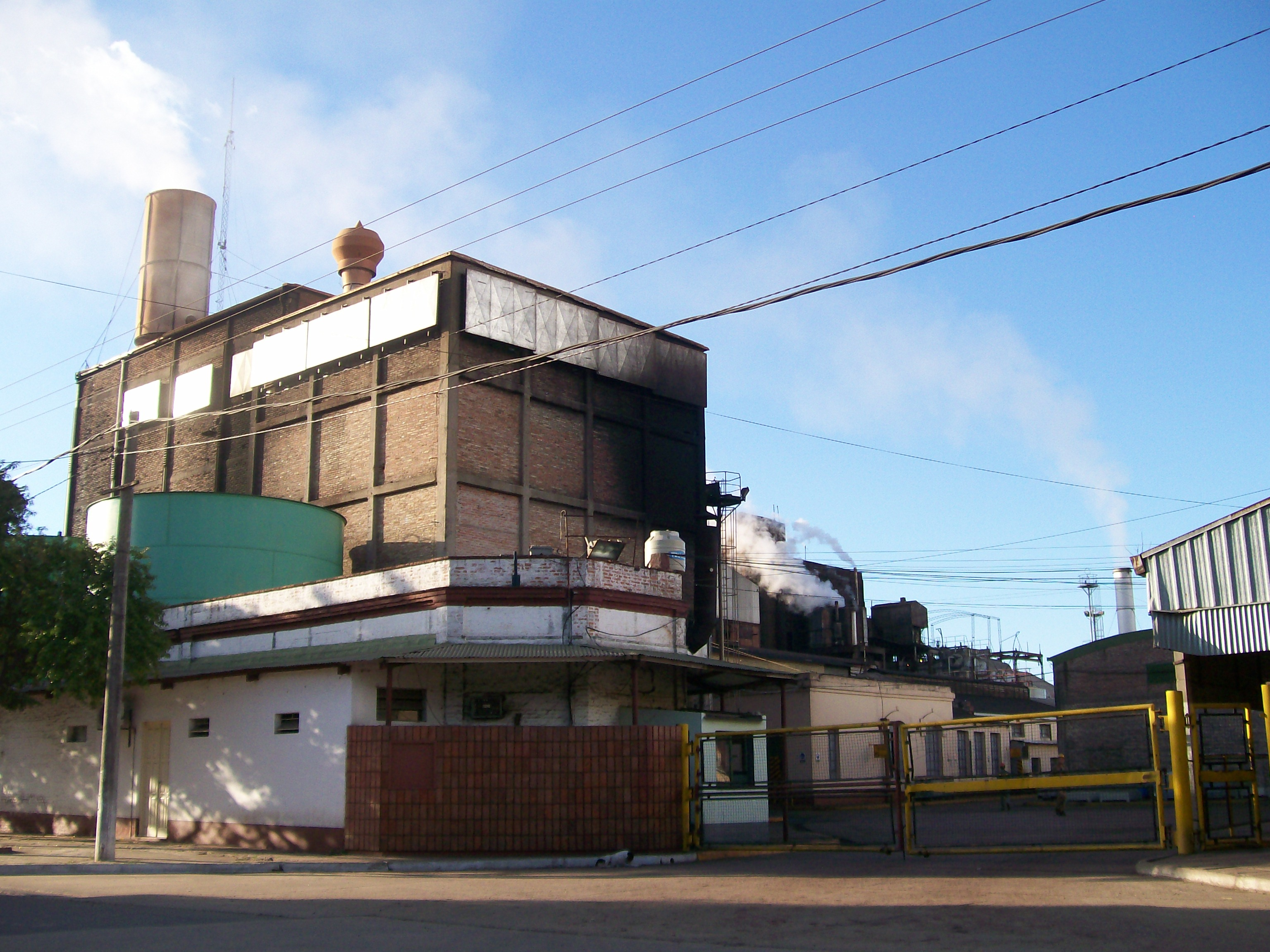
蒂羅爾港

蒂羅爾港是阿根廷的城鎮，位於該國東北部，由查科省負責管轄，距離雷西斯滕西亞15公里，始建於1888年8月6日，海拔高度38米，2001年人口9,763。

## 外部連結
- （西班牙文） Puerto Tirol website